# José de Souza Cândido
José de Souza Cândido (Sabino, 30 de setembro de 1942 – São Paulo, 12 de fevereiro de 2012) foi um político brasileiro, filiado ao Partido dos Trabalhadores (PT). 
Foi vereador de Suzano por três legislaturas e exercia o cargo de deputado estadual por São Paulo quando faleceu. Era pai do então prefeito de Suzano (2005-2012), Marcelo Cândido.
Morreu aos 69 anos, no Hospital Sírio-Libanês, para onde foi transferido havia um mês, após uma parada cardíaca ocorrida durante cirurgia para remoção de pedra na vesícula.

## Carreira política
José Cândido disputou sua primeira eleição em 1982, como líder comunitário do bairro Jardim Revista, na região do Boa Vista, zona norte de Suzano. Sem nenhum apoio de políticos nem estrutura de campanha, quase foi eleito. Em 1988, conseguiu a vaga de vereador, e foi reeleito em 1992 e em 1996.
Ficou na Câmara, dessa forma, entre 1989 e 2000. Foi após um intenso trabalho que alguns bairros de Itaquaquecetuba, em um plebiscito, decidiram fazer parte de Suzano. Cândido liderou o movimento, que visava garantir atendimento social aos moradores da divisa. Após a mudança, os bairros começaram a receber infraestrutura, como água, esgoto, asfalto e luz.
Após o terceiro mandato como vereador, José Cândido passou a atuar em movimentos sociais e no fortalecimento do PT no Alto Tietê. Seu apoio, na eleição de 2002, ajudou o candidato Lula a ser eleito presidente da República.
Em 2006, José Cândido resolveu voltar à política. Eleito deputado estadual, manteve sua atuação ligada aos movimentos sociais. Mas também se destacou na defesa do meio ambiente, dos direitos humanos (é presidente da Comissão de Direitos Humanos da Assembleia) e do combate ao racismo, não só de raça, mas também de religião e social.